# Cantó d'Épinal-Oest
El cantó d'Épinal-Oest és un cantó francès del departament dels Vosges, situat al districte d'Épinal. Té 12 municipis i part del d'Épinal.

## Municipis
- Chantraine
- Chaumousey
- Darnieulles
- Domèvre-sur-Avière
- Dommartin-aux-Bois
- Épinal (part)
- Fomerey
- Les Forges
- Girancourt
- Golbey
- Renauvoid
- Sanchey
- Uxegney

## Història
| Data d'elecció                           | Identitat       | Partit        | Qualitat |
| ---------------------------------------- | --------------- | ------------- | -------- |
| 1973-1976                                | Marcel Hoffer   | UDR           |          |
| 1976-1982                                | Jean Alémani    | PS            |          |
| 1982-1988                                | Rolland Marchal | RPR           |          |
| 1988-1994                                | Bernard Maffeïs | PS            |          |
| 1994-                                    | Yvon Eugé       | Divers droite |          |
| les dades anteriors no són pas conegudes |                 |               |          |
|                                          |                 |               |          |

## Demografia
| A partir de 1990: Població sense dobles comptes |